# Vijay Prashad

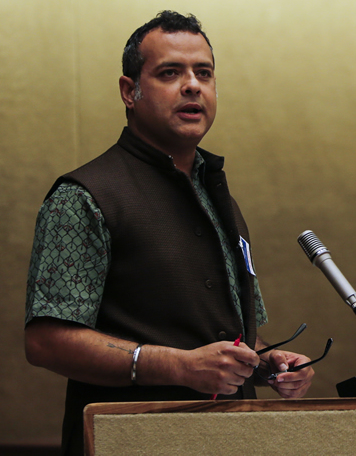
Vijay Prashad spricht vor einem Plenum des UNCTAD-Symposiums 2013.

Vijay Prashad (Bengalisch: বিজয় প্রসাদ; geboren 1967 in Kalkutta) ist ein indischer Historiker, Autor, Journalist, politischer Kommentator und marxistischer Intellektueller, der in den USA lebt. Er leitet das Tricontinental: Institute for Social Research, ist Herausgeber von LeftWord Books, Chefkorrespondent bei Globetrotter und Senior Non-Resident Fellow am Chongyang Institute for Financial Studies der Volksuniversität Chinas in Beijing. Für Tricontinental schreibt er einen wöchentlichen Newsletter. Prashad ist bekannt für seine Kritik am Kapitalismus, Neokolonialismus, »Amerikanischen Exzeptionalismus« und Imperialismus. Er unterstützt den Globalen Süden.

## Biografie
Vijay wurde als Sohn von Pran und Soni Prashad in Kalkutta geboren und wuchs dort auf. Er ist der Neffe der marxistischen indischen Politikerin Brinda Karat.
1989 schloss er ein Studium am Pomona College in Claremont (Kalifornien) ab; 1994 promovierte er an der University of Chicago mit einer Dissertation, die von Bernard S. Cohn betreut wurde.
Von 1996 bis 2017 hatte Prashad den George-und-Martha-Kellner-Lehrstuhl für südasiatische Geschichte und Professor für internationale Studien am Trinity College (Connecticut) inne, von 2013 bis 2014 den Edward-Said-Lehrstuhl an der American University of Beirut.
Prashad ist Mitglied des Beirats der Kampagne für akademischen und kulturellen Boykott Israels in den USA und beteiligt sich an der weltweiten Bewegung Boycott, Divestment and Sanctions. Er ist Mitbegründer des Forum of Indian Leftists (FOIL) und Mitglied der Democratic Socialists of America.
Prashad schreibt für verschiedene Publikationen, darunter Monthly Review, The Nation und Salon.com. Er wird häufig zu Vorträgen auf der ganzen Welt eingeladen und für Nachrichtenquellen interviewt, beispielsweise von Democracy Now!, The Real News Network und BreakThrough News.

## Politische Positionen
Bei einem Vortrag im Jahr 2021 sagte Prashad:
Ich bin Marxist. Ich bin Kommunist. Ich glaube an die Frauenemanzipation. Ich glaube an die Rechte von Homosexuellen. Ich glaube an alles Gute, Anständige und Vernünftige auf der Welt.
Prashad ist ein ausgesprochener Kritiker der Hegemonie der USA und des Imperialismus.
Prashad kritisiert westliche Almosen und Wohltätigkeitsorganisationen wie jene der Mutter Teresa:
Die Kommunisten geben den Menschen nicht einen Fisch, damit sie vielleicht einen Tag lang genug zu essen haben; der Sinn des Kommunismus besteht darin, den Massen das Fischen beizubringen, damit sie für immer zu essen haben. Die Kommunisten von Kalkutta leisten jeden Tag – als echte, namenlose Mütter Teresa! – die Arbeit, die notwendig ist, für den Sozialismus, um die Armut für immer zu beseitigen.
Prashad beschrieb die Absetzung von Evo Morales 2019 als einen Putsch, der das Ergebnis der „sozialistischen Politik seiner Regierung in Bezug auf die Ressourcen Boliviens“ gewesen sei, und kritisierte die Regierung von Jeanine Áñez scharf, unter anderem für den Ausverkauf von Ressourcen wie Lithium an Konzerne wie Tesla.

## Werke (Auswahl)

### Monografien
- (2000) The Karma of Brown Folk. University of Minnesota Press. ISBN 978-0-8166-3438-5.
- (2002) Untouchable Freedom. A Social History of a Dalit Community. Oxford University Press. ISBN 978-0-19-565848-4.
- (2002) War Against the Planet. The Fifth Afghan War, Imperialism and Other Assorted Fundamentalism Manohar. ISBN 978-81-87496-19-9.
- (2002) Fat Cats and Running Dogs. The Enron Stage of Capitalism. Zed Books. ISBN 978-1-84277-261-4.
- (2002) Everybody Was Kung Fu Fighting. Afro-Asian Connections and the Myth of Cultural Purity. Beacon Press. ISBN 978-0-8070-5011-8.
- (2003) Namaste Sharon. Hindutva and Sharonism under US Hegemony. New Delhi: LeftWord Books. ISBN 81-87496-35-5.
- (2003) Keeping up with the Dow Joneses. Stocks, Jails, Welfare. Boston: South End Press. ISBN 978-0-89608-689-0.
- (2007) The Darker Nations. A People’s History of the Third World. The New Press. ISBN 978-1-56584-785-9.
- (2011) Marx’s Capital. An Introductory Reader. Mit Beiträgen von Vijay Prashad, Venkatesh Athreya, Prasenjit Bose, Prabhat Patnaik, Jayati Ghosh, T. Jayaraman und R. Ramakumar. LeftWord. ISBN 978-93-80118-00-0.
- (2012) Arab Spring, Libyan Winter. AK Press. ISBN 978-1-84935-112-6.
- (2012) Uncle Swami. South Asians in America Today. The New Press. ISBN 978-1-59558-784-8.
- (2013) Poorer Nations. A Possible History of the Global South. Verso. Mit einem Vorwort von Boutros Boutros-Ghali.
- (2015) No Free Left. The Futures of Indian Communism. New Delhi: LeftWord Books.
- (2015) Letters to Palestine. Verso Books.
- (2016) The Death of the Nation and the Future of the Arab Revolution. University of California Press. ISBN 978-0-520-29325-0.
- (2017) Red October. The Russian Revolution and the Communist Horizon. New Delhi: LeftWord Books.
- (2017) Will the Flower Slip Through the Asphalt. Writers Respond to Climate Change. New Delhi: LeftWord Books.
- (2019) Red Star Over the Third World. Pluto Press. ISBN 978-0-7453-3966-5.
- (2020) Washington Bullets. A History of the CIA, Coups, and Assassinations. New Delhi: LeftWord Books. ISBN 978-81-945925-2-5. Mit einem Vorwort von Evo Morales Ayma.
  - deutsche Übersetzung von Ina Batzke (2022): Washington Bullets. Geschichten über die CIA, Verschwörungen und Auftragsmorde. ISBN 978-3-946946-28-1.
- (2022) Struggle Makes Us Human. Learning from Movements for Socialism. Frank Barat (Hg.). Haymarket Books. ISBN 978-1-64259-690-8.
- (2022) The Withdrawal. Iraq, Libya, Afghanistan, and the Fragility of U.S. Power. Mit Noam Chomsky, Vorwort von Angela Davis. The New Press. ISBN 978-1-62097-760-6.

### Artikel
- (2014) Making Poverty History (Jacobin).
- (2017) Russland und der Israel-Palästina-Konflikt. In: Fritz Edlinger (Hg.): Palästina – Hundert Jahre leere Versprechen. Geschichte eines Weltkonflikts. Mit Beiträgen von Salah Abdel Shafi, Nasser Al-Kidwa, Nur Arafeh, Omar Barghouti, Tariq Dana, Richard A. Falk, Roger Heacock, Rashid Khalidi, Miko Peled, Vijay Prashad, Ludwig Watzal und Petra Wild. ISBN 978-3-85371-857-5.

### Interviews
- (August 2013) mit Paul Jay: Reality Asserts Itself (theAnalysis.news).
- (Februar 2015) mit Thomas Hedges: What Was Missing from Obama's Anti-Terrorism Speech (The Real News Network).
- (Dezember 2016) mit Mark Nowak: The Essentials of Socialist Writing (Jacobin).
- (November 2020) mit Karthik Purushothaman: Washington’s Bullets Can’t Stamp Out the Hope of a Better World (Jacobin).